# Jan Van Rijswijck

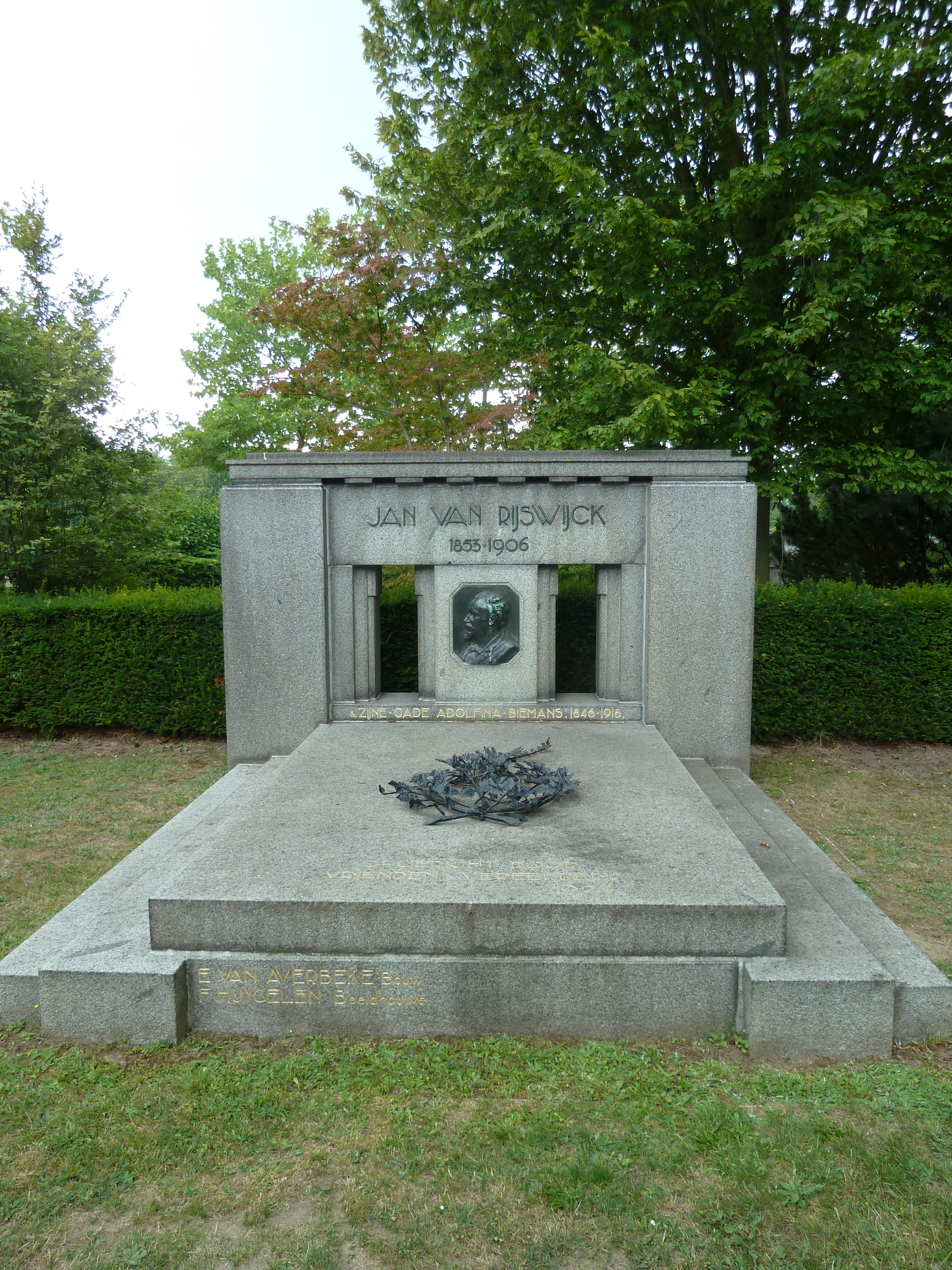
Praalgraf, Schoonselhof te Antwerpen.

Jan van Rijswijck (Antwerpen, 14 februari 1853 – Testelt, 23 september 1906) was een Belgisch advocaat, journalist en politicus voor de Liberale Partij.

## Levensloop
Hij was de zoon van de dichter, journalist en politicus Jan-Baptist Van Ryswyck en neef van Theodoor Van Ryswyck en Lambrecht Van Ryswyck.
Hij genoot zijn eerste onderricht aan de kostschool van Melle en ging studeren, eerst aan de Katholieke Universiteit Leuven en vervolgens aan de Vrije Universiteit Brussel, waar hij op 20 april 1876 zijn diploma van doctor in de rechten behaalde. Hij vestigde zich als advocaat in zijn geboortestad en was ook leraar, van 1877 tot 1882 aan de Nijverheidsschool van Antwerpen, van 1879 tot 1880 aan de Rijksnormaalschool van Lier en van 1880 tot 1884 aan de Rijksnormaalschool van Antwerpen.
Van 1878 tot 1884 was hij voor de Liberale Partij provincieraadslid van Antwerpen. Op 25 oktober 1881 werd hij verkozen tot gemeenteraadslid van Antwerpen en op 28 oktober 1889 werd hij er schepen van onderwijs. Van 1892 tot 1906 was hij als opvolger van Léopold de Wael (met korte tussentijdse waarneming door schepen Georges Gits) burgemeester van Antwerpen. Van 1900 tot 1906 was hij ook lid van de Kamer van volksvertegenwoordigers voor het arrondissement Antwerpen. Hij werd 'onze Jan' genoemd en was razend populair. Binnen de liberalen was hij voorstander van het algemeen stemrecht en de evenredige vertegenwoordiging.
Van Rijswijck was een overtuigd flamingant. Tijdens zijn studies in Leuven was hij lid van het literair-cultureel studentengenootschap Met Tijd en Vlijt en van 1872 tot 1873 was hij redacteur van Lettervruchten, het blad van de vereniging. Vanaf 1880 was hij redacteur van het liberale en Vlaamsgezinde dag- en weekblad De Kleine Gazet, waarin hij de Vlaamse grieven bekendmaakte, een radicale vernederlandsing in het middelbaar onderwijs bepleitte en voor een rechtvaardigere toepassing van de bestaande taalwetten ijverde. Na het verdwijnen van het blad in oktober 1888, was hij tot in maart 1889 redacteur bij de liberale krant De Koophandel. Daarna werd hij lid van het toezichtscomité van het blad.
Vanaf 1876 was Van Rijswijck lid en vanaf 1880 bestuurslid van de Antwerpse Liberale Vlaamsche Bond. Nadat het tot een breuk kwam tussen de conservatieve liberalen, die doorgaans tegenstanders waren van de Vlaamse Beweging, en de Vlaamsgezinde jongere generatie, was hij in november 1880 medeoprichter van de Vlaamsche Vrijzinnige Vereeniging (VVV), waarvan hij de ondervoorzitter was. In 1883 werden de VVV en de Liberale Vlaamsche Bond terug verenigd en namen de radicalere Vlaamsgezinden de leiding in handen. In 1889 werd Van Rijswijck ondervoorzitter en in 1892 voorzitter van de Liberale Vlaamsche Bond, wat hij bleef tot aan zijn benoeming tot burgemeester korte tijd later. Ook was hij van 1882 tot 1891 bestuurslid van het Willemsfonds.
Vanaf 1885 was Van Rijswijck ondervoorzitter van de Vlaamsche Conferentie der Balie in Antwerpen. In een periode waarin het gebruik van de Nederlandse taal niet evident was, zette hij zich in voor de vervlaamsing van de Antwerpse rechtbank. Jacob Karsman, een Nederlands zakenman en eveneens flamingant, was geldschieter van Van Rijswijck. Ook werd hij in mei 1899 bestuurslid van de Belgische tak van het Algemeen-Nederlands Verbond en voerde hij meermaals het woord op verschillende Nederlandsche Taal- en Letterkundige Congressen. Ondanks zijn Vlaamsgezindheid vond Van Rijswijck wel dat Vlaanderen tweetalig moest blijven. Zo weigerde hij de Antwerpse administratie eentalig te maken en aanvaardde hij ook dat het Frans de voertaal bleef in het Belgische leger.
Onder zijn bestuur organiseerde de stad de Wereldtentoonstelling van 1894, werden belangrijke gebouwen zoals het Loodswezen, het Centraal Station en het Tolhuis gebouwd. In de haven werd begonnen met de bouw van het Kanaaldok, waardoor de haven een enorme uitbreiding kende.
Tijdens een slepende ziekte reisde hij met de trein naar het landelijke Testelt om er op een buitenverblijf van een vriend tot rust te komen, maar zijn gezondheidstoestand verbeterde niet meer en hij stierf er.

## Publicaties

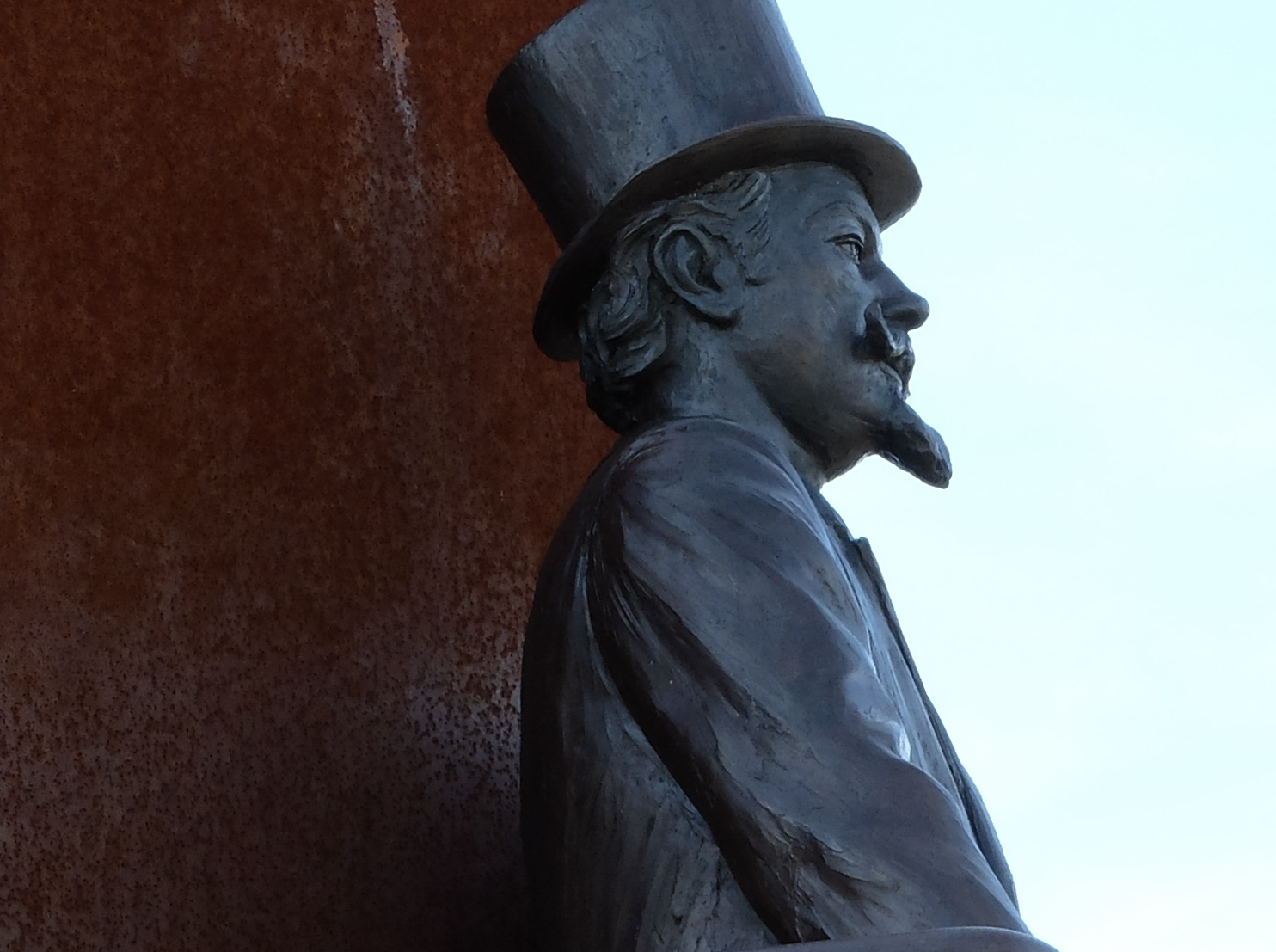
"Burgemeester Jan Van Rijswijck",
gedeelte van een sculptuur van Tom Frantzen het Eilandje in Antwerpen

Van de talrijke redevoeringen en lezingen die hij hield als rechtsgeleerde, Vlaming en schepen, verschenen slechts afzonderlijk:
- Abraham Lincoln (voordracht voor het Willemsfonds, Antwerpen 1877),
- Washington (voordracht voor het Willemsfonds, Antwerpen 1879),
- Cavour (voordracht voor het Willemsfonds, Antwerpen 1879).

In het Antwerpse weekblad De Kleine Gazet schreef hij van begin 1883 tot 2 september 1888 de meeste hoofdartikelen.